# THE KING OF LIVE
『THE KING OF LIVE』（ザ キング オブ ライヴ）は、1983年に発表されたRCサクセションのライブ・アルバム。スタジオ・アルバム『OK』発表に先行して行われた渋谷公会堂でのライヴを収録。

## 解説

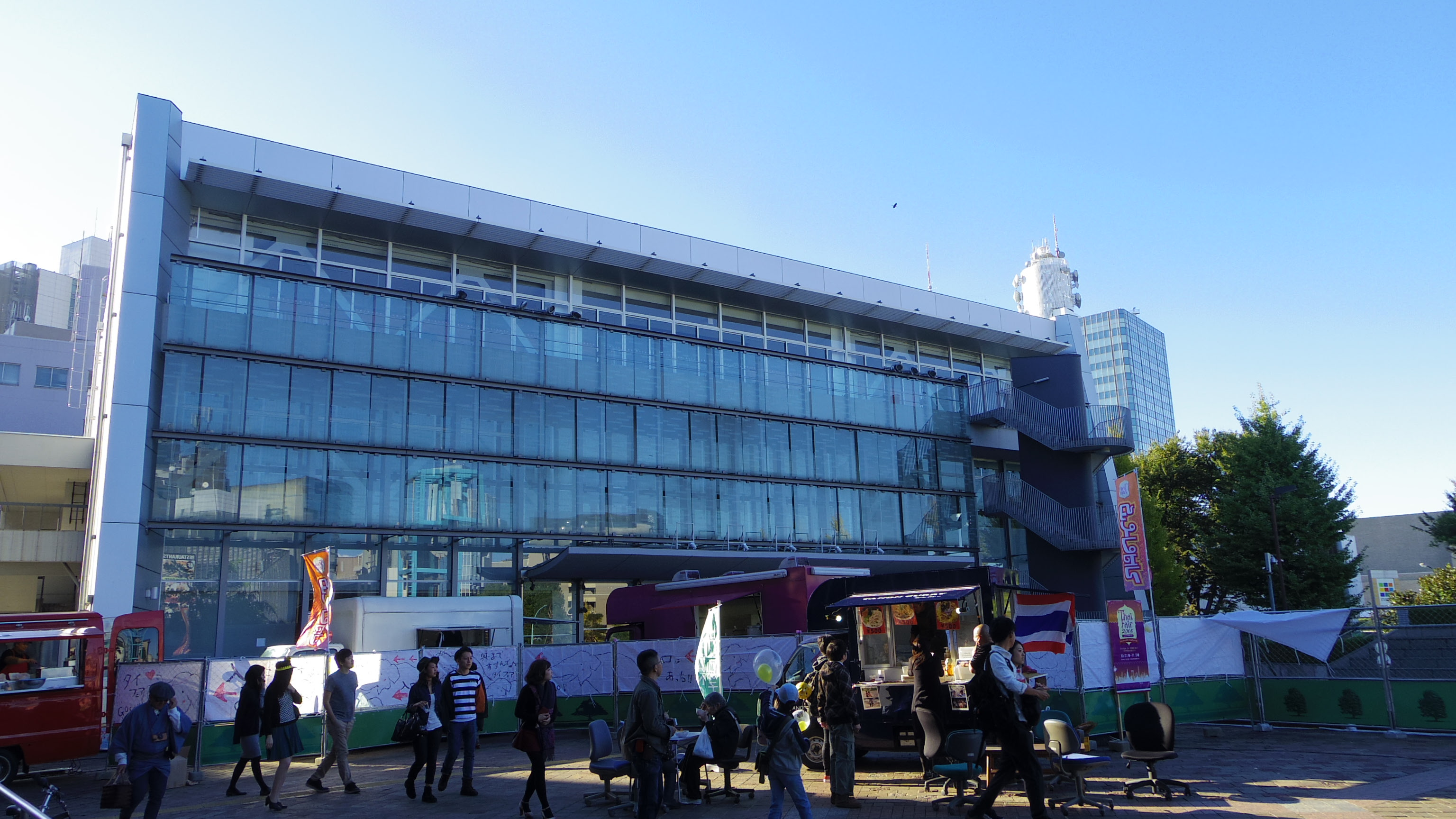
会場の渋谷公会堂（2015年11月撮影）

1983年に行なわれたRCサクセションのコンサート･ツアー「SUMMER TOUR '83」からのライヴを収録した、初の2枚組アルバム。ヴォーカルの忌野清志郎の体調不良により冬のツアーをキャンセルする代わりに、忌野が個人的に録音していたテープを所属事務所が買い取り、ロンドン・レコードから発売された。ロンドン・レコード閉鎖に伴い、1985年に東芝EMIから再発売された。
アルバム･カバーにクレジットはないが、1983年6月25日（A-1、C-3、C-4）・26日東京・渋谷公会堂での録音。LP初版には16ページの写真集が付属していた。
Side1最後の「お墓」とSide2冒頭の「ねむれないTonight」はセグエで演奏されたものが分断されているが、オリジナルLPと同時発売のカセットテープ版でも、同様にフェイドアウトされたまま収録されていた。90年発売のCDは「お墓」のフェイドアウト部分でカットし「ねむれないTonight」との曲間を無くし、実際のライブに近い編集が行われた。なお、東芝EMI発売版以降Side2、Side4各面の終わりのオーディエンス・ノイズは長くなっている。
このアルバムはCD化が遅れ、1990年11月7日に結成20周年キャンペーンの一環でCD化された。2005年には「35th Anniversary」シリーズでリマスタリング版が発売された。リマスタリング版では初CD化の際LPのSide2、Side4の各面冒頭がカットされていたものがLP通りに戻っている。

## 収録曲
SIDE A
1. ドカドカうるさいR&Rバンド
作詞・作曲：G忌麗
2. 雨あがりの夜空に
作詞・作曲：忌野清志郎・仲井戸麗市
3. Drive My Car
作詞・作曲：G2・忌野清志郎
4. お墓
作詞・作曲：忌野清志郎

SIDE B
1. ねむれないTonight
作詞・作曲：RCサクセション
2. ダンスパーティー
作詞・作曲：忌野清志郎
3. NEW SONG
作詞・作曲：Gee2wo＆GL,KIYOSHIRO

SIDE C
1. たとえばこんなラヴ・ソング
作詞・作曲：忌野清志郎・小林和生
2. Oh!Baby
作詞・作曲：忌野清志郎
3. 誰かがBedでねむってる
作詞・作曲：忌野清志郎
4. ブルドッグ
作詞・作曲：忌野清志郎・仲井戸麗市

SIDE D
1. Sweet Soul Music 〜 I've Been Loving You Too Long
作詞・作曲：忌野清志郎　作詞・作曲：Redding,Buttler
2. 指輪をはめたい
作詞・作曲：忌野清志郎

## SUMMER TOUR '83 渋谷公会堂 〜KING OF LIVE COMPLETE〜
2016年3月30日に本アルバムの完全盤として発売。2CD+DVDの3枚組版、DVD版、CD版の3形態。DVDではアルバムに収録されていた「Sweet Soul Music 〜 I've Been Loving You Too Long」の映像が未収録となっている。

### 収録内容
※太字はオリジナル盤（1983年）未収録曲。
1. ドカドカうるさいR&Rバンド
2. SUMMER TOUR
3. 雨あがりの夜空に
4. Drive My Car
5. お墓
6. ねむれないTonight
7. ダンスパーティー
8. NEW SONG
9. たとえばこんなラブ・ソング
10. Oh!Baby
11. 誰かがBedでねむってる
12. ブルドッグ
13. ブン・ブン・ブン
14. Sweet Soul Music 〜 I've Been Loving You Too Long
15. 指輪をはめたい
16. うんざり
17. つ・き・あ・い・た・い
18. スローバラード
19. キモちE